# Xã Tippecanoe, Quận Kosciusko, Indiana
Xã Tippecanoe (tiếng Anh: Tippecanoe Township) là một xã thuộc quận Kosciusko, tiểu bang Indiana, Hoa Kỳ. Năm 2010, dân số của xã này là 6.661 người.